# Ombrophytum chilensis
Ombrophytum chilensis — вид квіткових рослин родини Balanophoraceae. Описаний у 2019 році.

## Поширення
Ендемік Чилі. Поширений у посушливих районах провінції Антофагаста на півночі країни.

## Систематика
Традиційно рослини з Чилі ботаніки відносили до виду Ombrophytum subterraneum, хоча вони морфологічно відрізняються від рослин, що ростуть у тропічних лісах Болівії. Дослідження 2019 року дозволило виділити чилійську популяцію в окремий вид.